# Histoire de la marine française en Indochine de 1939 à 1945
 (janvier 2024).
L’histoire de la marine française en Indochine française pendant la période 1939-1945 concerne des événements tels que la bataille de Ko Chang, seule victoire navale remportée par la France au cours des deux guerres mondiales.
Au moment où le pays entre en guerre avec l'Allemagne, en 1939, la marine française de la colonie se compose de deux forces navales aux fonctions bien distinctes. La première, la « Marine en Indochine », de dimension modeste se trouve sous le commandement du contre-amiral Jules Terraux (1883-1951). Elle est constituée de canonnières fluviales, de navires de la mission hydrographique (essentielle dans un pays traversé par le riche réseau de cours d'eau que constitue le Mékong et son lacis de bras secondaires), d'un pétrolier, de plusieurs petits bâtiments, ainsi que de bases à terre (arsenal de Saïgon, bases navales, aéronautique navale et casernements). La seconde, modeste elle aussi, est constituée par les Forces navales d'Extrême-Orient (FNEO), sous le commandement de l'amiral Jean Decoux. Celles-ci comprennent un seul sous-marin, deux croiseurs (dont le célèbre Lamotte-Picquet), cinq avisos (dont quatre avisos coloniaux) et plusieurs canonnières fluviales de Chine.

L'Indochine française (le nom date de 1888), comprenant la Cochinchine (au sud), l’Annam (sa longue plaine côtière), le Tonkin (au nord), le Cambodge et, à partir de 1893, le Laos. Le territoire chinois de Kouang-Tchéou-Wan (Guǎng zhōu) devint français en 1900.

## Les débuts de la marine française en Indochine
La fin du XIXe siècle voit une forte concentration de navires français en Asie de l'Est à la suite de la conquête de l'Indochine française. À partir de 1860, des flottilles de canonnières sont mises sur pied.
Au 1er août 1883, la marine française dispose des formations suivantes, les deux divisions sous-citées formant en 1884 l'escadre d'Extrême-Orient durant la guerre franco-chinoise :
- division navale des mers de Chine et du Japon : 2 cuirassés, 2 croiseurs, 2 avisos, 1 canonnière ;
- division navale des côtes du Tonkin : 2 cuirassés, 2 croiseurs ;
- flottille de Tonkin : 1 aviso, 5 canonnières, 4 chaloupes-canonnières (dissoute après la guerre contre la Chine) ;
- station navale de Cochinchine : 1 canonnière, 3 chaloupes-canonnières.

Actuellement, la Flotte du Pacifique, nommée depuis 1950 Forces maritimes du Pacifique est l'héritière de cette tradition.

## Forces navales en Extrême-Orient entre 1925 et 1939

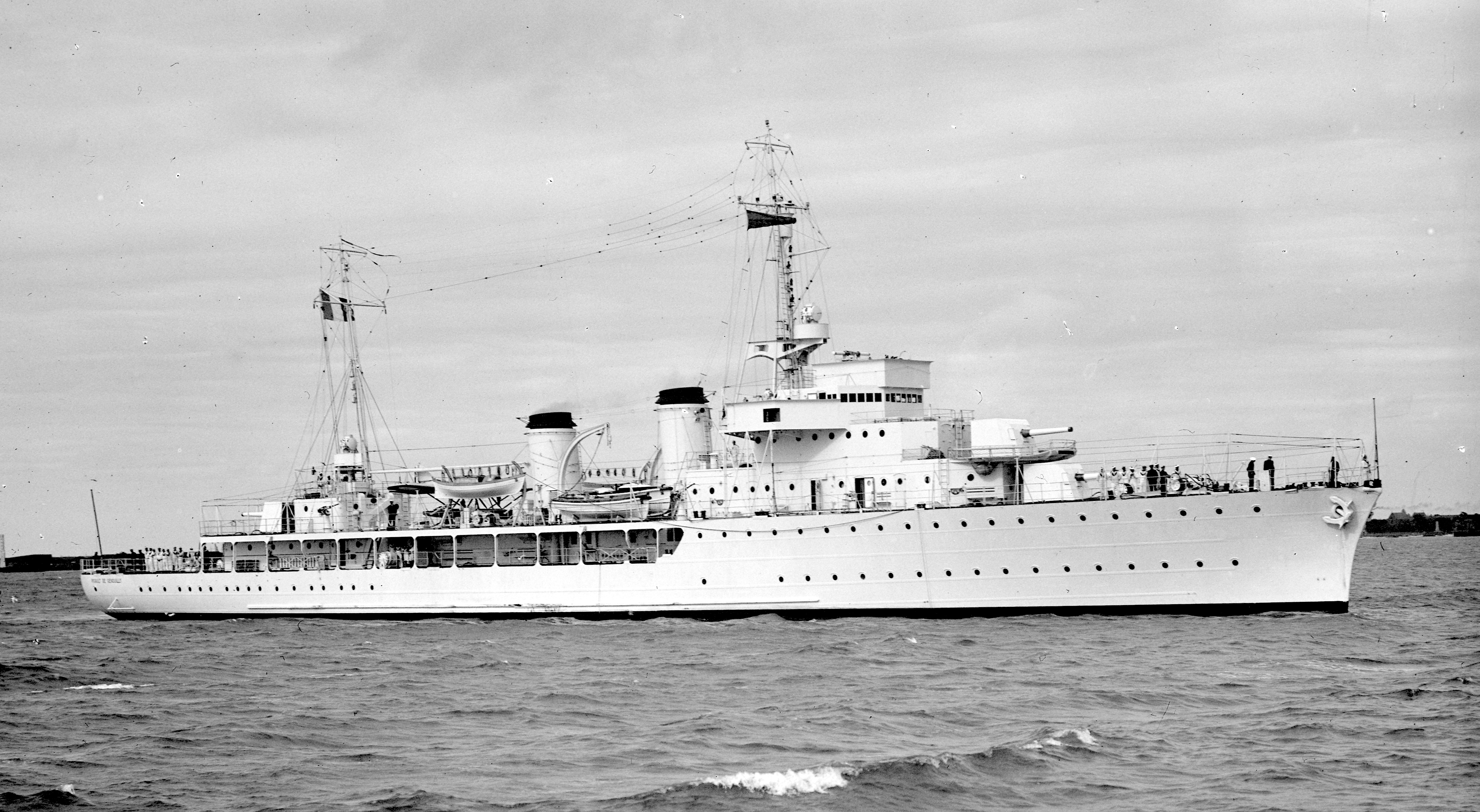
Le Rigault de Genouilly de la classe Bougainville.

Depuis le traité de Tien-Tsin de 1858, les navires militaires français et d'autres puissances ont l'autorisation de croiser librement dans les eaux chinoises, ce qui mène à la création de flottilles de canonnières pour protéger les intérêts de ces pays le long du Yangzi Jiang (fleuve Yang-Tse).
Les Forces navales en Extrême-Orient (FNEO) sont actives de juin 1925 au 12 août 1940 puis réactivées de 1945 jusqu'à la fin de la guerre d'Indochine. De sa création à sa première dissolution, l'amiral commandant les FNEO est également à la tête des troupes françaises en Chine, nom depuis 1928 des forces françaises dans ce pays.
En 1926, la flottille du Yang-Tse ainsi que d'autres marines étrangères sont impliquées dans les combats entre seigneurs de la guerre chinois. À cette date, l'ordre de bataille de la division navale en Extrême-Orient comprend dix navires comptant un total de 1 330 hommes et réunissant 40 canons :
- Croiseur cuirassé Jules Michelet de 12 000 t, navire amiral ;
- 3 avisos de 800 à 1 700 t : Marne, Algol et Altaïr ;
- 1 canonnière de 300 t : Alerte ;
- 5 canonnières fluviales : Balny, Doudart de Lagrée et La Grandière sur le Yangzi Jiang ; Argus et Vigilante sur le Si-Kiang.

Au déclenchement de la guerre en Europe, les FNEO se composent des formations et navires suivants :
- 5e division de croiseurs à Saïgon (auparavant à la concession française de Shanghai) :
  - Croiseur léger Lamotte-Picquet ;
  - Croiseur lourd Suffren.

- Avisos :
- Avisos coloniaux Amiral Charner (jusqu'en février 1940) et Savorgnan de Brazza ;
- Aviso colonial Rigault de Genouilly à Shanghai ;
- Avisos de première classe de la classe Arras Marne à Saïgon et Tahure.

- Flottille de canonnières du Yangtze (sur le Yangzi Jiang en Chine) :
  - Canonnières Balny, Doudart de Lagrée, Francis Garnier ;

- Station de canonnières du Si-Kiang (à Canton)[7] :
  - Argus.

- Canonnières à Haïphong :
  - Mytho, Tourane, Vigilante.

- Canonnières à Saïgon :
  - Avalanche, Commandant Bourdais.

Sous-marins :
- Sous-marin L'Espoir, qui rentre à Toulon en décembre 1940. Un autre sous-marin, le Phénix est coulé accidentellement le 15 juin 1939[8].

## L'expansion japonaise et la première offensive (22-26 septembre 1940)
Sous l'impulsion du Premier ministre, le général Hideki Tōjō, et de son gouvernement militariste, le Japon continue une politique expansionniste commencée avec l'annexion de la Corée en 1910. Après la Mandchourie (ou Mandchoukouo, 1937-1945), avant-poste de son occupation chinoise, il s'attaque, en 1937, à la Chine de Tchang Kaï-chek (guerre sino-japonaise, avec prise de Pékin, puis de Shanghaï et massacre de Nankin). Visant à une mainmise progressive sur l'ensemble des colonies européennes en Asie, le Japon décide de prendre ensuite possession de l'Indochine française. Cependant, ses troupes rencontrent des difficultés en Chine du Sud.

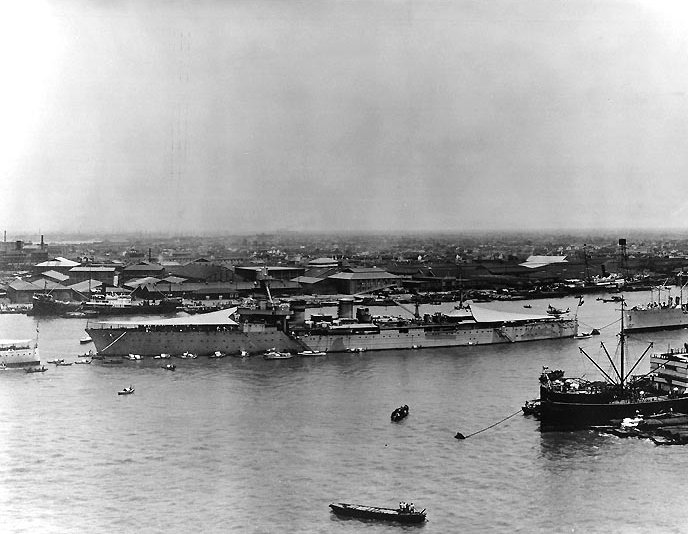
Le croiseur Lamotte-Picquet devant Shanghaï (début 1939). Il y avait 25 officiers et 550 gradés et hommes d'équipage à bord de ce bâtiment de guerre, unité principale des Forces navales d'Extrême-Orient (8000 tonnes, 8 pièces de 155 mm, 4 de 75 mm, 12 tubes de lance-torpilles et deux hydravions).

À la suite de la défaite française de juin 1940, la France signe avec l'Allemagne un armistice lui permettant de garder ses colonies, qui ne présentent pas le moindre intérêt pour Hitler. La situation en France occupée laisse les lointaines colonies plus lointaines que jamais — et donc plus vulnérables. Cela redonne espoir au Japon, qui songe d'abord à s'installer au Tonkin (en prévision d'une expansion ultérieure) avec ou sans l'accord de la France.
C'est ainsi que, le 19 juin 1940, le général Georges Catroux (1877-1969), gouverneur général de l'Indochine, reçoit un ultimatum exigeant notamment la fermeture de la frontière avec la Chine et le libre passage des troupes japonaises. Catroux estime, étant sur place, qu'il est mieux à même d'apprécier la situation que son gouvernement, alors replié à Bordeaux avant de s'installer à Vichy (sous la direction du maréchal Pétain). Il prend sur lui de faire aux Japonais des concessions extrêmement graves et irréversibles. Ses initiatives, jugées malheureuses, entraînent sa destitution immédiate.
C’est le vice-amiral d'escadre Jean Decoux (1884-1963) qui prend la suite de Catroux. Nommé commandant en chef des Forces navales d'Extrême-Orient en 1939, Decoux avait pris son commandement à bord du Lamotte-Picquet à Saïgon le 12 mai de la même année. Le 25 juin 1940, il est désigné gouverneur général de l'Indochine, poste qu'il ne pourra prendre que le 20 juillet et qu'il occupera pendant cinq ans. Peu après, les FNEO sont dissoutes le 12 août 1940, ce qui signifie que leurs bâtiments relèvent de Marine Indochine, alors sous les ordres du contre-amiral Terraux.

### Invasion japonaise
Le 30 août 1940, le gouvernement de Vichy, devant le fait accompli, accepte de reconnaître les « intérêts dominants du Japon » et lui concède d'importantes facilités militaires au Tonkin. Une convention d'application est signée le 22 septembre, mais elle ne satisfait pas le commandement militaire japonais en Chine qui, passant outre, lance sa première offensive la nuit même. Sa division du Kwang Si, dans la province de Canton, franchit la frontière chinoise et attaque les garnisons de Lạng Sơn et autres postes frontaliers. Tombé à la tête de son détachement motorisé, le lieutenant-colonel Louvet est le premier mort de la guerre du Pacifique. Les combats durent jusqu'au 26 septembre. L'empereur Hirohito ordonne finalement le cessez-le-feu et la libération des prisonniers. Il exprime en outre « son regret profond de l'incident inattendu de Lang Son » et s'engage au respect de la souveraineté française en Indochine ; promesse qui, en dépit des événements ultérieurs (attaque de Pearl Harbor et entrée en guerre du Japon), sera intégralement respectée jusqu'au coup de force du 9 mars 1945. Certes, l'Indochine doit subir la présence de troupes japonaises sur son sol, mais il s'agit de stationnement et non d’occupation, l'administration française gardant la totalité de ses prérogatives et de ses moyens (civils et militaires).
On notera que l'Indochine ne pouvait attendre aucun secours des alliés de la France. Farouchement opposé à toute forme de colonisation, le président des États-Unis, Franklin Delano Roosevelt, refuse son aide. Le 3 novembre 1940, il donne à Edward R. Stettinius, Jr, son secrétaire d'État, l'ordre « d'abandonner les Français [d'Indochine] à leur sort ». Roosevelt souligne que le gouvernement américain ne doit leur accorder « ni armes, ni munitions, ni aucun appui à une quelconque mission militaire — en aucune circonstance ».

## La guerre franco-thaïlandaise
Le Siam, qui a la particularité d'être le seul pays non colonisé de la péninsule indochinoise, passe d'une monarchie absolue à une monarchie constitutionnelle grâce à un coup d'État le 24 juin 1932. Mais, tout change en 1938, quand, lors d'un second coup d'État, le maréchal Phibunsongkhram (1897-1964) s'arroge les fonctions de Premier ministre et instaure de fait un régime dictatorial et militariste à l'instar de celui du Japon, pays dont il devient l'allié. En 1939, le pays prend le nom de Thaïlande (terre des Thaïs). Pibun Songkhram aspire, en unifiant tous les territoires de langue et d'ethnies thaïes de la péninsule indochinoise, à créer une « grande Thaïlande », de même que l'Allemagne cherche à construire un grand Reich, « pan-thaïsme » qui fait écho au pan-germanisme des nazis.
En juin 1940, la Thaïlande négocie un pacte de non-agression avec la France. Mais, sous l'impulsion japonaise, décide de récupérer ses provinces du XVIe siècle (l'ancien royaume khmer) et met brusquement fin aux pourparlers. Le refus, par les Français, de changer les frontières du Laos et du Cambodge — territoires alors placés sous leur protectorat — déclenche une série d'escarmouches le long du Mékong en septembre 1940, suivie par une recrudescence d'hostilités au Laos comme au Cambodge. C'est ce que le contre-amiral Paul Romé nommera la « drôle de paix ».

## La bataille navale de Ko Chang (17 janvier 1941)
Afin de faire taire les armes aux frontières, l'amiral Decoux réunit ses états-majors et met au point une offensive contre la Thaïlande, offensive que le contre-amiral Terraux et le capitaine de vaisseau Régis Bérenger (1888-1971) préparent de concert. Le 16 janvier, Bérenger réalise l'ordre d'opération grâce aux renseignements fournis par un des hydravions français, qui avait signalé la présence de bâtiments thaïlandais dans une baie au sud de Ko Chang, c'est-à-dire dans les eaux territoriales ennemies. L'action offensive sera menée avec brio, et, sous le commandement de Bérenger à bord du croiseur Lamotte-Picquet, la marine française remportera une nette victoire contre la flotte thaïlandaise.
Lors de l'engagement, les forces françaises se composent de cinq bâtiments seulement : le Lamotte-Picquet, les avisos coloniaux Dumont d'Urville et Amiral Charner, ainsi que les avisos Tahure et Marne (un rescapé de la guerre de 1914-1918). Au petit matin du 17 janvier 1941, ces cinq bâtiments se rassemblent à l'archipel Poulo-Condore (aujourd'hui Côn Đảo), au sud-est de la pointe de Camau. Ils traversent ensuite le golfe du Siam en silence radio pour surprendre en rade de Ko Chang la force navale ennemie. La Thaïlande possède une flotte supérieure au groupe hétérogène de navires français : deux garde-côtes cuirassés, puissamment armés et blindés, ainsi que plusieurs torpilleurs tout neufs. Il y avait également un risque hydrographique, car, comme l'écrit Jean-René Tréhard, alors enseigne de vaisseau à bord de l'aviso Tahure, les cartes n'étaient pas très fiables et ne montraient pas tous les récifs de la région.
Surprenant la flotte ennemie au mouillage et lui bloquant trois passes sur quatre, les bâtiments français envoient par le fond deux torpilleurs thaïlandais, puis endommagent gravement l'un des deux garde-côtes (le Thonbhuri), qui quitte le combat pour s'échouer en feu sur la côte. Le combat dure près de deux heures (1 h 40), dans ses différentes phases.

Tracé des routes lors de la bataille de Ko Chang.

Lors de leur retour à Saïgon, les cinq bâtiments français subissent les attaques de l'aviation thaïlandaise, mais, protégés par l'artillerie française (la DCA), ils regagnent la capitale intacts. Il n'y a, chose remarquable, aucune perte humaine et seulement très peu de blessés parmi les équipages. Pourtant, souligne Casimir Guillerm, canonnier pointeur à bord du croiseur Lamotte-Picquet, « le combat a été d'une rare violence ». De leur côté, les Thaïlandais auraient perdu quelque 300 hommes.
Le capitaine de vaisseau Bérenger est promu contre-amiral à la suite de cette victoire, qui met fin aux agressions répétées de la Thaïlande. Cette victoire amène aussi le Japon à traiter avec la France et à lui laisser l'administration de l'Indochine, moyennant l'abandon de ses territoires laotiens et cambodgiens (la riche province de Battambang, ainsi que Siem Reap, Kompong Thom, Champassak) au profit de la Thaïlande, entretemps devenue alliée des Japonais.
Une plaque commémorant le souvenir de Ko Chang a été apposée au mémorial du mont Faron, à Toulon, et, en 2001, à l'occasion du 60e anniversaire, au fort Montbarey, à la sortie de Brest. Il existe, depuis 1995, un boulevard Ko Chang à Cancale (Ille-et-Vilaine), depuis 1999 une place Ko Chang à Saint-Jean-de-Monts (Vendée), depuis 2000 un square Ko Chang surplombant l'océan à Perros-Guirec (Côtes-du-Nord), ainsi que des plaques ou stèles dans plusieurs municipalités de France qui commémorent l'artisan de cette victoire, l'amiral Bérenger : Dinard (Ille-et-Vilaine, 1992), Lagord (Charente-Maritime, 1994) et Seignosse (Landes, 1994). Dans ses Mémoires de guerre, le général De Gaulle évoque « la brillante victoire navale du 17 janvier 1941 au cours de laquelle le croiseur Lamotte-Picquet et quelques avisos français ont envoyé par le fond la flotte du Siam ».
Toutefois, parce qu'elle a été remportée sous le gouvernement de Vichy, aucun président français, de De Gaulle à Chirac, n'a voulu honorer cette victoire. Aucun timbre, aucune médaille ne l'a commémorée, aucun navire ne porte son nom (la tourelle de 100 mm de l'actuelle frégate anti-sous-marine La Motte-Picquet porte tout de même le nom de Ko-Chang) et il n'y a pas de rue Ko-Chang à Paris.

## Les convois des côtes d'Annam (1942-1944)
À partir de fin 1940, le gouvernement de Vichy n'a pratiquement plus de relation maritime avec l'Indochine. Les sous-marins Monge (Q144) et Pégase (Q156), formant la 22e division, sont envoyés à Saïgon depuis Madagascar, où ils arrivent mi-mars 1941. Le Pégase visite les ports indochinois de Cam Ranh, Tourane (Da Nang) et Haïphong, puis, escorte un cargo français vers le Pacifique. À son retour le 25 août, il trouve les Japonais maîtres de Saïgon, où ils sont arrivés le 31 juillet. Il entre en grand carénage pendant que le Monge quitte Saïgon, le 7 septembre, étant réaffecté à Diego-Suarez. Le Pégase est désarmé le 1er janvier 1944, puis abandonné sur une rive de l'arroyo de l'Avalanche, un des affluents de la rivière de Saïgon.
Les accords Darlan-Kato, négociés par Jacques Benoist-Méchin, sont signés le 29 juillet 1941 à Vichy. Par ces accords, la France autorise le Japon à utiliser ses aérodromes dans le Sud de l'Indochine, et à stationner des troupes sur tout le territoire indochinois.
Avec l'entrée en guerre du Japon le 8 décembre 1941, l'Indochine française se trouve totalement isolée du reste du monde. Ni la métropole, ni ses alliés ne lui fournissant de vivres, d'armes ou de matériel, elle est désormais obligée de vivre en autarcie. Au cours des trois années qui suivent, ce sont les efforts de sa marine qui lui permettent de survivre. En effet, parce qu'elles ne peuvent plus être entretenues (il y a pénurie de matériel, plus aiguë encore qu'en métropole) ou, pis, parce qu'elles sont la cible de bombardements américains, les voies routières et ferroviaires ne sont plus en mesure d'assurer des liaisons efficaces et fréquentes. C'est vraiment grâce à la voie maritime — aux convois des côtes d'Annam de 1942 à 1944 — que les échanges de matières premières entre le Nord (le Tonkin, principal producteur de charbon) et le Sud du pays (Cochinchine et Cambodge, grands producteurs de riz) peuvent être maintenus.
Ces échanges commerciaux constants entre Saïgon et Haïphong, vitaux pour le fonctionnement des usines et des centrales — et donc pour la survie de la population — se font à l'aide de vieux caboteurs, les meilleurs cargos de la marine nationale ayant en effet été saisis en avril 1942 par les Japonais et par les Britanniques. Au terme de plusieurs mois de tergiversations et de vaines négociations entre Français et Japonais, les meilleures unités de la marine marchande sont réquisitionnées d'office :
- les paquebots des Messageries maritimes Aramis, d'Artagnan, Leconte de Lisle et Bernardin de Saint-Pierre ;
- les long-courriers Cap-Varella et Bougainville (Chargeurs réunis), Persée (Louis Dreyfus Armateurs)  et Ville de Verdun (Messageries maritimes) ;
- les grands caboteurs Gouverneur Général A. Varenne Compagnie indochinoise de navigation, Kindia (Chargeurs réunis) et Tase Un-Hong.

Cette réquisition fait l'objet de plusieurs centaines de milliers de yens d'indemnités mensuelles.
Les caboteurs sont, pour la plupart, de vieux charbonniers, parfois âgés de plus de quarante ans, ayant navigué sous divers pavillons. Évoquant cette période « héroïque », le contre-amiral Paul Romé, alors enseigne de vaisseau, parle à juste titre d'une « armada hétéroclite » : le Song-Giang n'avait-il pas été un chaland sur le Rhin et le Tai-Poo-Sek un long-courrier russe ?
Cependant, les convois côtiers sont maintenus tant bien que mal, entre autres avec le support de l'Armand Rousseau, un arraisonneur/dragueur auxiliaire des Travaux Publics, récupéré par la Marine nationale en 1942 (à ce titre il effectuera une, voire la dernière visite de ravitaillement de l'ile 'Boisée' ('Woody') et de sa station météo dans l'archipel des Îles Paracels en 1944).
En automne 1942, la contre-offensive américaine se fait nettement plus agressive : les avions et sous-marins américains basés en mer de Chine ont pour mission d'attaquer systématiquement tout bâtiment en mer. Les convois assurant la navette le long des côtes d'Annam doivent alors être dûment escortés par des patrouilleurs de la marine, essentiellement pour des missions de sauvetage. Mais, du fait des Américains, sur onze cargos et sept escorteurs ayant assuré ces convois, il ne reste plus, fin 1944, que quatre cargos et deux escorteurs. Les pertes en hommes atteignent près du tiers des effectifs.

## Le coup de force japonais du 9 mars 1945
Fin 1944, les forces japonaises reculent dans l'ensemble du Pacifique : Philippines, Birmanie, Guam. Tokyo est de plus en plus menacé par les « forteresses volantes » américaines, ces bombardiers destructeurs qui déciment leurs escadrilles. Pour son gouvernement aux abois, l'Indochine représente, plus que jamais, un territoire de la plus grande importance stratégique, la seule base viable lui permettant d'opérer un regroupement de ses troupes dispersées sur différents fronts : Singapour, Thaïlande, Malaisie. Afin d'assurer la sécurité des communications et des manœuvres de repli, le Japon met sur pied une seconde offensive. Mais, contrairement à celle des 22-25 septembre 1940, celle-ci est d'envergure, puisqu'elle a pour but de supprimer la présence française en Indochine. C'est ainsi qu'entre janvier et mars 1945 les effectifs japonais passent de 8 000 hommes à 60 000.
L'armée japonaise attaque le vendredi 9 mars 1945, prenant l'ensemble du pays par surprise : au sud, Saïgon, au nord, Hanoï, la citadelle de Lang Son (Lạng Sơn), verrou de la porte de Chine, et Dong Dang, poste clé de la frontière du Tonkin. Avec un effectif total de seulement 12 000 soldats européens (Français des régiments dits « de souveraineté »), garnisons, forts et casernements où flotte le drapeau tricolore ne résistent pas longtemps à ces assauts répétés. Les combats inégaux (plus de dix contre un) s'achèvent par des atrocités (escrime à la baïonnette sur les prisonniers, éviscération, décapitation).
À Lang Son, l'état-major japonais avait invité les autorités civiles et militaires à un dîner à 18 h. Les convives sont faits prisonniers à la conclusion du repas. Deux sont abattus : le lieutenant-colonel Amiguet et le chef de bataillon Leroy. Entretemps, à la citadelle de Lang Son, les troupes françaises tentent de briser les vagues d'assaut japonaises pendant plusieurs heures. Parce qu'il refuse de se rendre, le général Émile Lemonnier sera décapité, ainsi que le résident Auphelle. Le colonel Robert connaîtra le même sort deux jours plus tard. Les 400 survivants seront exécutés sauvagement.
Tous les navires français subissent de semblables attaques. Lorsqu'ils ne sont pas faits prisonniers avant, les marins sabordent leur bâtiment, ouvrant le feu sur leur propre bateau ou le coulant au canon afin de ne pas le laisser aux mains des Japonais. C'est ainsi que disparaissent :
- en Cochinchine, le Paul-Bert, le Mytho, l’Avalanche et l’Amiral-Charner à My Tho, la Marne, le Lapérouse et le Capitaine-Coulon à Can Tho ;
- au Cambodge, le Francis-Garnier à Kratie ;
- au Tonkin, le Commandant-Bourdais à Haïphong, ainsi que la Vigilante.

Seules deux petites canonnières du Tonkin, Frézouls et Crayssac, pourront s'échapper et se replier en Chine après une admirable campagne en baie d'Along.
Les équipages naufragés se joignent aux combattants à terre, soit en corps constitué comme le groupement du capitaine de corvette Mienville qui, dans le Transbassac (plaines occidentales du delta du Mékong), contint les Japonais pendant trois semaines, soit en éléments dispersés qui cherchent refuge dans la brousse. Comme tant d'autres, le quartier-maître mécanicien Raymond Cordier part sans vivres ni carte. Il retrouve des compagnons d'infortune, qui doivent se disperser afin de pouvoir survivre. La nuit tombée, ils se mettent en quête de nourriture dans les rares villages des hauts plateaux moï. Un des camarades de Cordier meurt, un autre perd la raison (on doit l'attacher la nuit), un troisième est rongé par la dysenterie : il faut se rendre…
Après une retraite jusqu'aux Trois Frontières, le lieutenant de vaisseau Romé et ses hommes prennent la brousse et doivent tailler leur chemin au coupe-coupe dans une végétation dense où grouillent les sangsues. Après des tribulations incroyables, à bout de forces, ils sont dénoncés par un chef de village qui leur avait offert l'hospitalité. Dans la même région, le groupe du capitaine de corvette Moreau réussira à tenir trois mois en un lieu quasi inaccessible sur la rive droite du Donnai (aujourd'hui Dong Nai), mais sera, lui aussi, dénoncé par les autochtones.

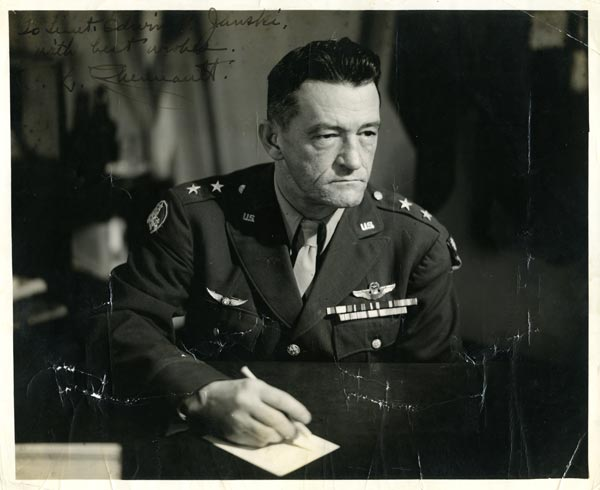
Le major général américain Claire Lee Chennault, de la 14th USAAF, célèbre aviateur ayant organisé les « Tigres volants », reçut l'ordre d'abandonner les Français d'Indochine à leur sort.

On ne connaîtra cependant jamais le sort exact de tous ceux qui périrent, soit du fait de l'ennemi, soit de faim ou de misère dans un pays moï sauvage et hostile.
Dans ses mémoires, Claire Lee Chennault (1893-1958), major général de l'armée américaine à la tête de la 14th USAAF (force aérienne de l'USAAF pendant la Seconde Guerre mondiale), explique l'objectif qui lui était confié. Il ajoute : « Les ordres du GQG précisaient que les unités françaises ne devaient recevoir ni armes ni munitions. J'ai appliqué les ordres à la lettre, sans pouvoir me faire à l'idée que je laissais les Français se faire massacrer dans la jungle, tandis qu'on m'obligeait à ignorer officiellement leur sort. » [I carried out my orders to the letter, but did not relish the idea of leaving Frenchmen to be slaughtered in the jungle while I was forced officially to ignore their plight.]
Malgré son ampleur et sa sauvagerie inouïe, le coup de force du 9 mars ne provoque cependant aucun remous dans la métropole, trop occupée à se relever de ses ruines. Jacques de Folin souligne que Le Monde a été le seul journal à publier un éditorial sur l'anéantissement des forces françaises par l'armée japonaise. Pourtant, plus d'un historien pense maintenant que « la guerre d'Indochine a commencé le 9 mars 1945 ».

## Les camps de déportés
Après leur capture, de nombreux marins sont internés dans des camps de prisonniers tel celui de Thu-Dau-Mot, au nord de Saïgon (ancienne caserne Vassoigne) ou le camp Virgile (ancienne caserne du 5e régiment d'artillerie coloniale), à Saïgon. Logés dans les écuries, ils étaient dévorés par les punaises et les moustiques et dormaient littéralement à la dure, blottis sur des pavés.
Un plus grand nombre encore de marins fut interné au camp Martin-des-Pallières, ancienne caserne militaire du 11e régiment d'infanterie coloniale, à Saïgon, d'où l'on pouvait voir les flèches de la cathédrale. Ce vaste camp de concentration, placé sous les ordres du colonel Masuda, regroupait, vers la fin, quelque 4 500 prisonniers français qui se trouvaient en Annam, en Cochinchine et au Cambodge. Les autochtones qui avaient rejoint les rangs de l'armée française étaient enrôlés de force dans l'armée japonaise (nombreux sont ceux qui s'échappèrent).
Ces prisonniers dormaient où ils le pouvaient : sur des planches, des bat-flancs en bois, des nattes de jonc ou, faute de mieux, à même le sol, sans la moindre couverture. À la longue, le manque de place en força quelques-uns à partager les chambrées où l'on avait isolé les malades contagieux (plusieurs cas de tuberculose et même un cas de lèpre). Tous les matins, les gardes choisissaient un contingent de 500 à 600 soldats pour des corvées à l'extérieur du camp : travaux de terrassement, tranchées à creuser, transport d'eau, coupe de bambous (afin de protéger les grilles de la caserne du regard des curieux), etc., le plus souvent sous un soleil de plomb. Le second-maître Maurice Amant, autrefois télémétriste à bord du Lamotte-Picquet, raconte qu'on lui avait fait faire des trous de 60 cm sur 60 cm, profonds d'un mètre et espacés de deux mètres, à l'intérieur d'une cour entourée d'un mur et fermée par la suite. Ce n'est qu'après sa libération qu'il en apprit le but : les Japonais avaient placé des mines dans chacun de ces trous ; en cas de débarquement allié, ils auraient rassemblé tous les prisonniers dans la cour afin de les expédier collectivement vers leur « dernier voyage ».
À Haïphong, le radiotélégraphiste Georges Vellard, fut interné, comme quelques autres marins, à l'école Henri-Rivière, où les avaient précédés quelque 200 civils. Il réussit à s'en évader et à gagner Hanoï à bord d'un camion par l'entremise d'un membre de la Croix-Rouge. Il exercera la fonction de radio clandestin à Hanoï, puis à Haïphong au moyen d'un émetteur utilisé avec les stations terrestres d'Indochine et les stations mobiles de la Marine en Extrême-Orient.
Certains prisonniers, comme les quartiers-maîtres Marius Besselièvre et Pierre Le Peuch, tombèrent entre les mains de la redoutable Kempetai, police politique — et secrète — souvent comparée à la Gestapo nazie. À la suite de la fusillade du 9 mars à Hanoï, Le Peuch fut hébergé par un Tonkinois compatissant qui le cacha deux jours et deux nuits dans son grenier. Mais il dut se constituer prisonnier quand les Japonais, ayant établi la loi martiale, menacèrent de la peine de mort tout Tonkinois coupable d'héberger des militaires français. Peu de détenus survécurent au traitement inhumain des prisons de la Kempetai. Les hommes y subissaient des tortures (bastonnade, asphyxie par absorption d'eau), puis étaient entassés à sept ou huit dans des cages de bambou pendant plusieurs jours d'affilée. La nuit, en plus des incessantes piqûres de moustiques, les vociférations des sentinelles et les hurlements des autres prisonniers les tenaient éveillés. Privés de sommeil, de nourriture digne de ce nom, d'exercice et de l'hygiène la plus élémentaire, leurs corps émaciés se couvraient rapidement de vermine et de plaies infectées en permanence. Un autre exemple est celui du capitaine de vaisseau Yves Poher (E.E.Y.) qui commandait l'état-major marine à Saïgon. Fait prisonnier et interrogé par la Kempetai et d'autres services japonais, il fut soumis aux traitements déjà cités ci-dessus, et enfermé durant des semaines dans une cage dans laquelle il ne pouvait ni se lever ni s'allonger. Le but des Japonais était de lui faire signer des aveux de collaboration et de renseignement (bien réels) avec les Alliés et notamment l'US Navy pour justifier un peu plus le coup de force. Yves Poher ne signa jamais. De retour en France en novembre 45, il fut nommé contre-amiral et mourut des suites de ces traitements en 1954 avec la mention « mort pour la France » (voir l'ouvrage de Simone V. Deschamps, L'Encagé, France Empire, 1985).
La Kempetai contrôlait également des camps de travaux forcés rassemblant près de 4 000 prisonniers dans la région particulièrement insalubre de Hoa Binh, au bord du delta du Tonkin. Dans ces sinistres « camps de la mort lente », la seule eau que ces hommes pouvaient boire provenait des marais environnants, à l'odeur nauséabonde. La dysenterie et le paludisme emportèrent beaucoup de prisonniers. Ceux qui tentaient de s'échapper étaient abattus d'une balle dans le dos ou décapités.
À leur retour en métropole, malgré les sévices dont ils furent victimes, les marins et autres rescapés de ces camps ne reçurent ni les honneurs ni les titres ni les pensions militaires d'invalidité auxquels ils auraient dû avoir droit. Leurs requêtes n'étaient pas justifiées aux yeux de l'administration. Les anciens de Marine Indochine et de l'Artillerie coloniale ont multiplié les démarches pendant de longues décennies pour qu'un projet de loi leur reconnaisse enfin le statut de « prisonnier de guerre détenu par les Japonais après le coup de force du 9 mars 1945 » — mais sans le moindre succès (et ce, contrairement aux prisonniers du Viêt Minh). Le gouvernement a attendu un demi-siècle avant de reconnaître officiellement ces événements — qui ne figurent toujours pas dans les manuels d'histoire — et de rendre une justice partielle à la résistance française en Indochine. Ce n’est, en effet, qu'à l'occasion du 50e anniversaire du coup de force japonais en Indochine que le ministère des Anciens combattants et des Victimes de guerre s'est résolu à accomplir ce que l'on appelle le « devoir de mémoire ». Ainsi, Philippe Mestre, son ministre de l'époque, est chargé, le 9 mars 1995, d'inaugurer dans le jardin des Tuileries, à Paris, une plaque commémorative honorant « les 2 650 soldats et résistants morts pour la France en Indochine ».

## La lente libération des marins d'Indochine

Le 2 septembre 1945, à bord du USS Missouri, en rade de Tokyo, le général Yoshijiro Umezu signe la capitulation japonaise devant le général Douglas MacArthur.

Grâce à un poste récepteur clandestin, les prisonniers du camp Martin-des-Pallières, à Saïgon, pouvaient écouter les nouvelles. C'est ainsi qu'au début du mois d'août 1945, comme le reste du monde, ils apprennent, stupéfaits, qu'un nouveau type d'armes, des « bombes atomiques », larguées à Hiroshima et à Nagasaki avaient forcé l'empereur Hirohito à capituler sans conditions. Ils apprirent même cette étonnante nouvelle — immédiatement hurlée en breton à travers tout le camp Martin-des-Pallières — avant leurs gardiens, grâce à Radio-Delhi, qui ne censurait pas les informations comme la radio japonaise.
Le Japon ayant « accepté l'inacceptable », la Seconde Guerre mondiale prend officiellement fin le 2 septembre 1945, avec la reddition japonaise signée à bord du cuirassé USS Missouri, en rade de Tokyo, sous la présidence du général Douglas MacArthur et en présence du général Leclerc, qui contresigne au nom de la France.
Cependant, les membres de Marine Indochine sont restés pour la plupart prisonniers jusqu'au 12 septembre, sous la garde des Japonais.
Dans presque tous les cas, leur libération s'avère être longue et pénible. Certains prisonniers, comme le second-maître Maurice Amant, secrétaire de l'état-major, le quartier-maître radio Jean Morel, les quartiers-maîtres mécaniciens René Goudeau, Raymond Cordier, Henri Chentrier et le second-maître mécanicien André Kernevez sont libérés par les Forces françaises au camp Martin-des-Pallières, à Saïgon, ou bien à la caserne Calmette du 11e RIC, comme le quartier-maître torpilleur René Reynaud. D'autres encore sont libérés par des troupes de la 20e division indienne du général Gracey venant de Singapour, comme ce fut le cas pour le quartier-maître mécanicien Gaston Estebénet.
Quant au fusilier-marin Pierre Le Peuch, prisonnier à la citadelle d'Hanoï, il n’est libéré que le 25 octobre, et ce, après accord avec la mission militaire sino-américaine. Le personnel marine est autorisé, sous escorte chinoise, à quitter le camp de la citadelle d'Hanoï et à rejoindre, par convoi ferroviaire, le port d'Haïphong. Là, ils occupent — sans armes — les locaux délabrés de l'école Henri Rivière, où ils sont en résidence surveillée par l'armée chinoise. Il leur faut attendre la date du 6 mars 1946 — jour du débarquement de force de l'armée française venue de Saïgon — pour être véritablement libérés (non sans pertes humaines du côté français, car les Chinois tirent sur la flotte de Leclerc).
En hommage aux soldats d'Indochine, le général De Gaulle écrit, dans ses Mémoires de guerre, que « dans le capital moral d'un peuple, rien ne se perd des peines de ses soldats ».

## Chronologie des navires français, civils et militaires, coulés par les Américains
Les onze navires français réquisitionnés par angarie naviguant sous pavillon japonais ont été coulés par les Alliés. Voici une liste des navires civils et militaires de l’Indochine française ayant subi le même sort :
- le 22 novembre 1942, en baie d'Along, le Khai-Dinh est coulé par des bombardiers américains ;
- le 30 novembre 1942, le Canton saute sur une mine mouillée par un sous-marin américain devant la pointe Lagan ;
- le 7 mai 1943, le G.G. Pasquier saute sur une mine américaine devant Doson [Do Son] ;
- le 26 novembre 1943, le SS Van Vollenhoven est torpillé devant Thuy-Hoa (au nord du cap Varella) par le sous-marin américain USS Bowfin ;
- le 26 novembre 1943, le patrouilleur Béryl sombre, également devant Thuy-Hoa et très certainement dans les mêmes circonstances ;
- le 15 janvier 1944, le Ping Sang est coulé par bombe en baie d'Along ;
- le 17 février 1944, le Kai Ping est coulé par bombe dans le port de Benthuy [Ben Thuy] ;
- le 20 février 1944, le cargo Francis Garnier saute sur une mine devant la Pointe Lagan ;
- le 26 février 1944, le bâtiment hydrographe Astrolabe et le Picanon sont coulés dans le port de Tourane (aujourd'hui Da Nang) par un raid de bombardiers Mitchell ;
- dans la nuit 19 au 30 avril 1944, le cargo Song-Giang transportant du riz et l'aviso Tahure qui l'escortait sont tous deux torpillés de nuit accidentellement au nord du cap Varella par le sous-marin américain USS Flasher ;
- le 12 janvier 1945, le croiseur Lamotte-Picquet et le navire hydrographe Octant sont coulés à Thanh-Tuy-Ha par les porte-avions de la Task Force 38 des États-Unis, lors de l’opération Gratitude ;
- le 12 janvier 1945, les cargos Tai-Poo-Sek et l'Albert Sarraut sont coulés dans le port de Saïgon au cours du même raid ;
- en mai 1945, l’Armand-Rousseau, un baliseur des Travaux publics, rescapé de 26 escortes de convois sur les côtes d'Annam, saisi par le Japon le 9 mars 1945[12], est coulé dans le Rach La par une bombe américaine[13].